# Evil Angel
Evil Angel är ett amerikanskt produktionsbolag inom pornografisk film. Det grundades 1989 av John Stagliano, som fortfarande äger företaget. Stagliano och Evil Angel var under sent 1980-tal pionjärer inom gonzopornografin, den där konsumenten ges identifikation med en delvis osynlig skådespelare (jämför subjektiv kamera).

## Historia
Bolaget expanderade efter det sena 1980-talets statliga åtgärder mot porrbranschen under presidenterna Reagan och Bush. Dessa hade, i Meese-rapportens efterföljd, lett till att ett antal produktionsbolag och porrbutiker lagts ner.

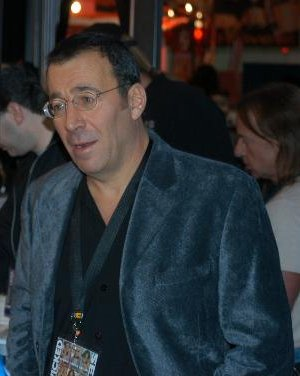
Bolagsägaren John Stagliano, 2005.

Evil Angel blev under 1990-talet en av de stora företagen inom porrbranschen, och år 1996 sålde man cirka en halv miljon VHS-kassetter till betalande kunder.
1998 lämnade filmproducenten Patrick Collins Evil Angel för att starta sitt eget Elegant Angel.
Företaget är på 2020-talet ett av de större fristående produktionsbolagen inom porrbranschen. Sedan porrbranschens migrering av konsumtionen till Internet har annars en stor mängd bolag lagts ner, köpts upp av eller integrerats i ett fåtal företagskonglomerat med koppling till kommersiella videogemenskaper. Där är XVideos (drivet av WGCZ) och Pornhub (drivet av Aylo, tidigare Mindgeek) de två största.